# Poronia gleditschii
Poronia gleditschii är en svampart som beskrevs av Willd. 1787. Poronia gleditschii ingår i släktet Poronia och familjen kolkärnsvampar.   Inga underarter finns listade i Catalogue of Life.